# Černá labuť (film, 2010)
Černá labuť (anglicky: Black Swan) je americký film režiséra Darrena Aronofského z roku 2010, v jehož hlavních rolích stanuli Natalie Portman, Vincent Cassel a Mila Kunis. Film je označován jako psychologický thriller či psychologický horor.
Děj snímku pojednává o představení baletu Petra Iljiče Čajkovského Labutí jezero v podání prestižního newyorského baletního souboru. Produkce požaduje, aby hlavní baletka byla schopna zahrát jak nevinnou bílou labuť, tak smyslnou černou labuť. Jedna z tanečnic, Nina (Natalie Portman), je ideální kandidátkou na bílou labuť, zatímco Lily (Mila Kunis) svou osobností sedí černá labuť. Při vzájemném soupeření o roli královny labuti v sobě Nina objeví svou temnou část.
Film měl premiéru 1. září 2010 na 67. ročníku Mezinárodního filmového festivalu v Benátkách, který zahajoval. Ve Spojených státech měl oficiální premiéru 3. prosince 2010 a ve zbytku světa 17. prosince. Natalie Portman získala za ztvárnění Niny ocenění Zlatý glóbus v kategorii nejlepší herečka v hlavní roli v dramatu.

## Obsazení
| Natalie Portman (dabing Andrea Elsnerová)  | Nina Sayers    |
| Mila Kunis (dabing Kateřina Lojdová)       | Lily           |
| Vincent Cassel (dabing David Novotný)      | Thomas Leroy   |
| Barbara Hershey (dabing Dana Syslová)      | Erica Sayers   |
| Winona Ryder (dabing Marika Procházková)   | Beth MacIntyre |
| Benjamin Millepied (dabing Lumír Olšovský) | David          |
| Ksenia Solo (dabing Jitka Ježková)         | Veronica       |
| Kristina Anapau (dabing Tereza Chudobová)  | Galina         |
| Sebastian Stan (dabing Filip Čapka)        | Andrew         |
| Toby Hemingway (dabing Vojtěch Hájek)      | Tom            |

## Ocenění Oscary 2011
- Oscar za nejlepší ženský herecký výkon v hlavní roli - Natalie Portman